# Lago Alombié
O lago Alombié (em francês:  Lac Alombié)  é um lago do Gabão, na província de Ogooué-maritime, 140 km a sul da capital do pais, Libreville.
Situado a 4 m de altitude, ocupa 8,2 km2 e estende-se por 6,3 km na direção norte-sul, e aproximadamente o mesmo na direção oeste-leste.
A vegetação local é composta por Latifoliada de folha persistente.
O clima da região é de savana.